# San Nazzaro Sesia
San Nazzaro Sesia (La Badìa en piémontais) est une commune italienne de la province de Novare, dans la région Piémont.

## Géographie

### Communes limitrophes
Albano Vercellese, Biandrate, Casalbeltrame, Casalvolone, Greggio, Oldenico, Recetto, Villata.

## Administration
| Période      | Période  | Identité    | Étiquette                                    | Qualité |
| ------------ | -------- | ----------- | -------------------------------------------- | ------- |
| Octobre 2021 | En cours | Dario Delbò | Liste civique Badia Innovazione & Tradizione |         |